# Dakota Skye
Lauren Kaye Scott, más conocida con su nombre artístico Dakota Skye (Tampa, Florida; 17 de abril de 1994-Los Ángeles, California; 9 de junio de 2021), fue una actriz pornográfica estadounidense.

## Biografía

### Carrera
Skye creció participando en actividades tales como ballet, gimnasia, banda de marcha y porrismo. Cuando cumplió los dieciocho años de edad, comenzó a trabajar durante la noche en las tiendas Wal-Mart. Durante su tiempo en los locales de Wal-Mart, también empezó mostrándose a sí misma en la webcam.
En julio de 2013, la capacidad de Sky llamó la atención de los agentes de talento de la costa este, por ello voló a Miami para participar en varias escenas de sexo. Se cambió de nombre en 2015 para ser conocida como Kota Sky.
Como actriz llegó a trabajar en producciones de diversa temática para estudios como Evil Angel, Mofos, Girlfriends Films, Jules Jordan Video, Digital Sin, Burning Angel, Girlsway, Brazzers, Hustler, Digital Playground, Reality Kings, New Sensations, Wicked, Kink.com o Naughty America, entre otros.
Hasta el momento de su fallecimiento, llegó a aparecer en cerca de 410 películas como actriz.

### Controversias
En junio de 2017 fue detenida tras ser acusada de golpear a su novio en su residencia de Florida, enfrentando cargos por violencia doméstica. Quedó en libertad pero con una orden de restricción hacia su pareja.
En 2021, semanas antes de su muerte, estuvo envuelta en una polémica tras haber compartido una imagen en donde aparecía en topless junto a un mural dedicado a George Floyd, recibiendo duras críticas y ciberacoso en redes sociales.

### Fallecimiento
Falleció el miércoles 9 de junio de 2021, a los veintisiete años de edad, en la ciudad de Los Ángeles (California). La noticia fue confirmada a través de una publicación en Facebook de sus familiares, quienes no revelaron las causas de la muerte. Posteriormente se informó que había sido encontrada sin vida por su esposo en la casa rodante donde residía.
Los cercanos a Skye señalaron que durante los últimos años estaba enfrentando un alcoholismo y una adicción al fentanilo.

## Premios y nominaciones
| Año  | Ceremonia    | Resultado | Premio                                                 | Trabajo                   |
| ---- | ------------ | --------- | ------------------------------------------------------ | ------------------------- |
| 2015 | Premios AVN  | Nominada  | Mejor actriz revelación                                | —                         |
| 2015 | Premios AVN  | Nominada  | Mejor escena POV de sexo                               | My Brothers Point of View |
| 2015 | Premios AVN  | Nominada  | Mejor escena de sexo anal                              | Meet Dakota               |
| 2015 | Premios AVN  | Nominada  | Mejor escena de sexo chico/chica                       | Young & Glamorous 6       |
| 2015 | Premios AVN  | Nominada  | Mejor escena de trío H-M-H                             | From Both Ends 2          |
| 2015 | Premios XBIZ | Nominada  | Mejor actriz revelación                                | —                         |
| 2015 | Premios XRCO | Nominada  | Cream Dream of the Year                                | —.                        |
| 2015 | Premios XRCO | Nominada  | Nueva estrella del año                                 | —                         |
| 2016 | Premios XBIZ | Nominada  | Mejor escena de sexo en película de parejas o temática | Student Bodies 3          |
| 2017 | Premios AVN  | Nominada  | Mejor escena de sexo oral                              | My Face 2                 |
| 2018 | Premios AVN  | Nominada  | Mejor escena de sexo anal                              | Anal Warriors 3           |
| 2018 | Premios XBIZ | Nominada  | Mejor escena de sexo en película gonzo                 | Anal Warriors 3           |